# (52334) Oberammergau
(52334) Oberammergau est un astéroïde de la ceinture principale.

## Description
(52334) Oberammergau est un astéroïde de la ceinture principale. Il fut découvert le 30 mars 1992 à Tautenburg par Freimut Börngen. Il présente une orbite caractérisée par un demi-grand axe de 2,40 UA, une excentricité de 0,13 et une inclinaison de 3,0° par rapport à l'écliptique.

## Compléments